# Hexaedru
În geometrie un hexaedru este orice poliedru cu șase fețe. De exemplu un cub este un hexaedru regulat, cu toate fețele sale pătrate și trei pătrate în jurul fiecărui vârf.
Există șapte hexaedre convexe topologic distincte, dintre care unul există în două forme chirale (imagini în oglindă). Există trei hexaedre concave topologic distincte. Două poliedre sunt „topologic distincte” dacă au aranjamente intrinseci diferite ale fețelor și vârfurilor, astfel încât este imposibil să se distorsioneze una în cealaltă schimbând doar lungimile laturilor sau unghiurilor dintre laturi sau fețe.

## Convexe, cuboide
| Hexaedre cu fețe patrulatere (cuboide) 6 fețe, 12 laturi, 8 vârfuri | Hexaedre cu fețe patrulatere (cuboide) 6 fețe, 12 laturi, 8 vârfuri | Hexaedre cu fețe patrulatere (cuboide) 6 fețe, 12 laturi, 8 vârfuri | Hexaedre cu fețe patrulatere (cuboide) 6 fețe, 12 laturi, 8 vârfuri | Hexaedre cu fețe patrulatere (cuboide) 6 fețe, 12 laturi, 8 vârfuri | Hexaedre cu fețe patrulatere (cuboide) 6 fețe, 12 laturi, 8 vârfuri | Hexaedre cu fețe patrulatere (cuboide) 6 fețe, 12 laturi, 8 vârfuri |
| ------------------------------------------------------------------- | ------------------------------------------------------------------- | ------------------------------------------------------------------- | ------------------------------------------------------------------- | ------------------------------------------------------------------- | ------------------------------------------------------------------- | ------------------------------------------------------------------- |
|                                                                     |                                                                     |                                                                     |                                                                     |                                                                     |                                                                     |                                                                     |
| Cub (pătrate)                                                       | Paralelipiped dreptunghic (trei perechi de dreptunghiuri)           | Trapezoedru trigonal (romburi congruente)                           | Trapezoedru trigonal (patrulatere congruente)                       | Trunchi patrulater (piramidă pătrată cu apexul trunchiat)           | Paralelipiped (trei perechi de paralelograme)                       | Romboedru (trei perechi de romburi)                                 |
| Oh, [4,3], (*432) ordin 48                                          | D2h, [2,2], (*222) ordin 8                                          | D3d, [2+,6], (2*3) ordin 12                                         | D3, [2,3]+, (223) ordin 6                                           | C4v, [4], (*44) ordin 8                                             | Ci, [2+,2+], (×) ordin 2                                            | Ci, [2+,2+], (×) ordin 2                                            |

## Convexa, altele
| Convexe                 | Convexe                                                                  | Convexe                    | Convexe              | Convexe                    | Convexe                    |
| ----------------------- | ------------------------------------------------------------------------ | -------------------------- | -------------------- | -------------------------- | -------------------------- |
|                         |                                                                          |                            |                      |                            |                            |
| Bipiramidă triunghulară | Antipene tetragonale. Forme chirale; există "pe stânga" și "pe dreapta". |                            | Piramidă pentagonală |                            |                            |
| Fețe 36 9 E, 5 V        | Fețe 4.4.3.3.3.3 10 E, 6 V                                               | Fețe 4.4.4.4.3.3 11 E, 7 V | Fețe 5.35 10 E, 6 V  | Fețe 5.4.4.3.3.3 11 E, 7 V | Fețe 5.5.4.4.3.3 12 E, 8 V |

## Concave
Există alte trei hexaedre topologic distincte care pot fi realizate doar ca figuri concave (E simbolizează laturile):
| Concave                    | Concave                    | Concave                    |
| -------------------------- | -------------------------- | -------------------------- |
|                            |                            |                            |
| Fețe 4.4.3.3.3.3 10 E, 6 V | Fețe 5.5.3.3.3.3 11 E, 7 V | Fețe 6.6.3.3.3.3 12 E, 8 V |

O antiprismă digonală poate fi considerată o formă degenerată de hexaedru, având două fețe digonale opuse și patru fețe triunghiulare. Totuși, digoanele sunt de obicei ignorate în definiția poliedrelor nesferice, iar acest caz este adesea considerat doar un tetraedru, format din cele patru fețe triunghiulare rămase.

## Poliedre înrudite

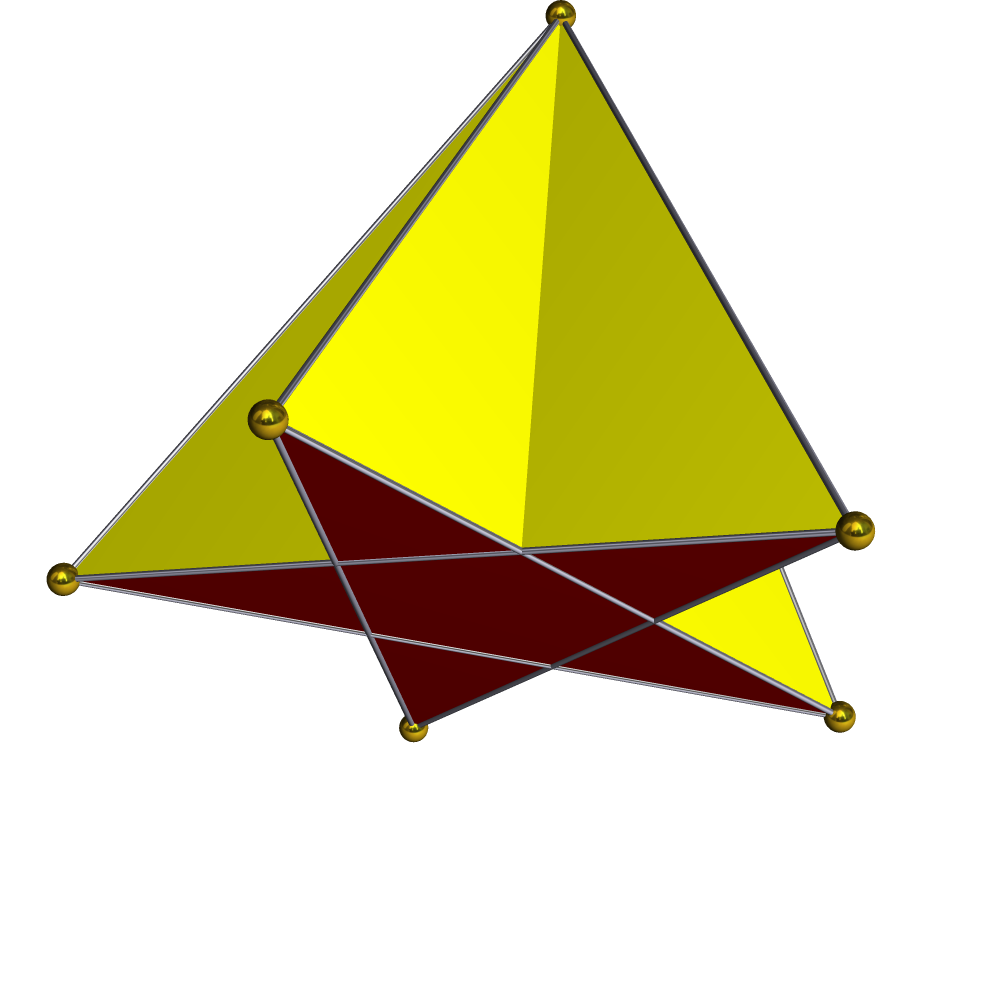
Piramidă pentagramică

Stelarea nu creează o formă topologic distinctă, astfel că piramida pentagramică, deși nu este convexă, nu este topologic distinctă de piramida pentagonală.